# Peter Kintgen
Peter Joseph Kintgen (* 8. September 1884 in Köln-Lindenthal; † 15. Dezember 1957 in ebenda) war ein deutscher Pädagoge und bedeutender Kölner Mundartdichter.

## Leben
Peter Kintgen wurde 1884 als Sohn von Heinrich Kintgen und seiner Frau Cäcilia geb. Schorn im Kölner Vorort Lindenthal geboren. Nach dem Besuch der Volksschule  besuchte er die Vorbereitungsschule für das Lehrerseminar in Köln. Die Ausbildung zum Lehrer absolvierte er in Siegburg.
Nach seinem Abschluss unterrichtete Peter Kintgen zunächst an verschiedenen Landschulen in der Kölner Umgebung und ging nach dem Militärdienst  als Volksschullehrer nach Köln. Seit 1910 verfasste er neben hochdeutschen auch mundartliche Texte, Gedichte sowie Anthologien in Kölscher Sprache zunächst für Zeitungen und Zeitschriften. Aufgrund einer Krankheit musste Kintgen den Lehrerberuf aufgeben und widmete sich ab 1912  ausschließlich dem Schreiben. Seit 1929 verfasste er auch kurze Texte und Gedichte für den Kölner Rundfunk.
Seit 1922 bis zu seinem Tod im Jahr 1957 war Mitarbeiter bei der Zeitschrift Jung-Köln.
Seit 1927 war er mit Maria Wilhelmine Reusteck verheiratet. Er verstarb im Alter von 73 Jahren an Nierenversagen in einem Lindenthaler Krankenhaus.

## Ehrung

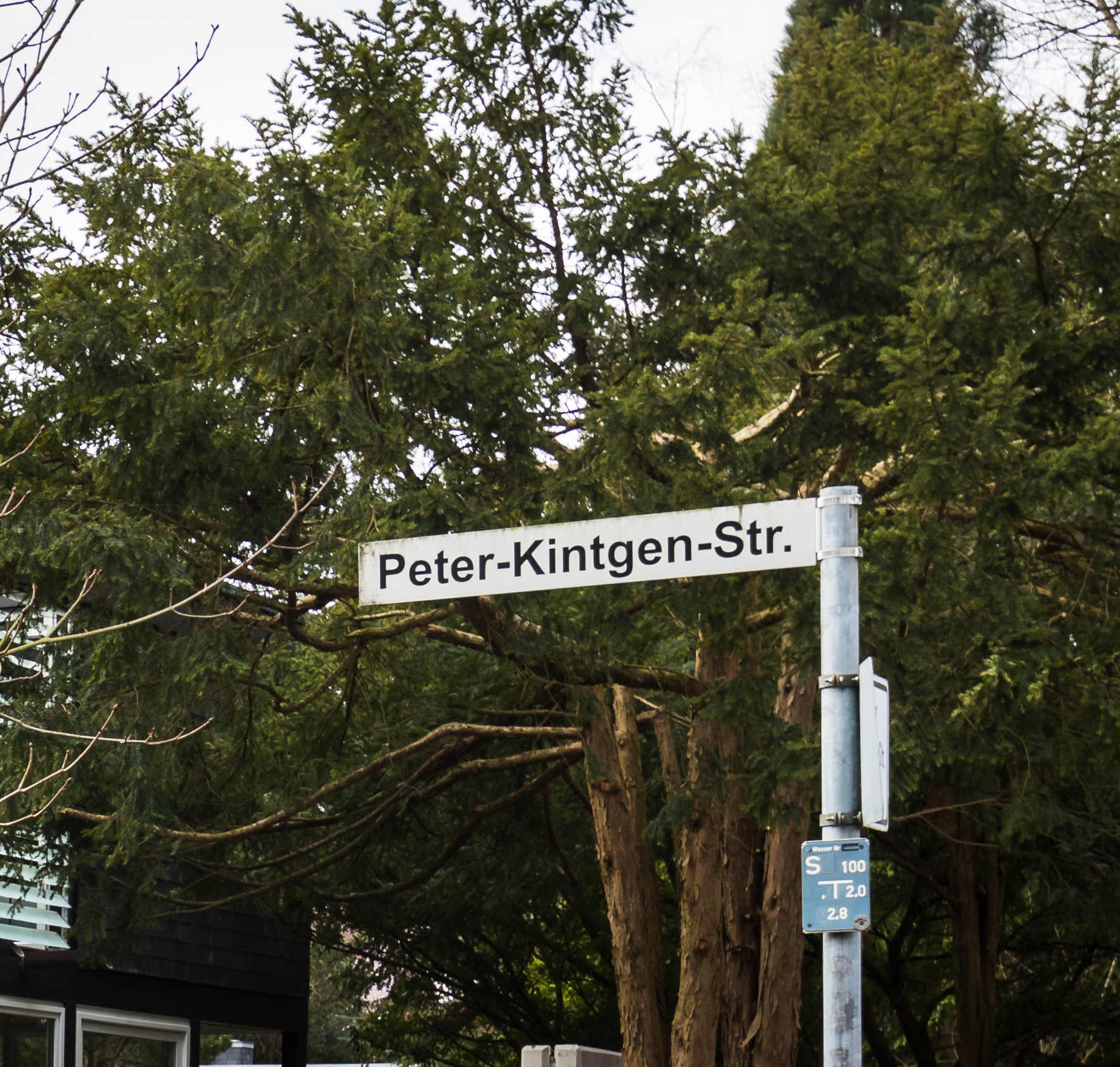
Peter-Kintgen-Straße

Im Jahr 1912 wurde Peter Kintgen im Rahmen der Kölsche Blomespilcher für  ernste mundartliche Erzählung mit dem Zweiten Preis des Heimatvereins Alt-Köln ausgezeichnet.
Im Kölner Stadtteil Lindenthal wurde 1959 in Anerkennung seiner Lebensleistung die Peter-Kintgen-Straße nach dem Kölner Mundartdichter benannt.

## Werke (Auswahl)
- Uns Levvensleed...paar takte nor. Leedcher, Gedechger und Verzällcher
- Ahl Linger Kirmes
- Alaaf der Kölsche Kirmesse
- Äschermettwoch
- Bunte Kölner Palette
- Chreßmaatem ahle Kölle
- Christmond im alten Köln
- D'r ahle Krieler Kirchhoff
- De ahl Broichmanns  un ehr Gedeersch
- Der alte Lindenthaler Friedhof
- Düxer Schötzefeß
- Familije Schmitz feet Kirmes
- Fröhjohr
- Kölle dozemol
- Langsam färven sich de Blädder
- Meister Breuer
- Ming Groß hät döck för mich gesat
- Ne Chreessbaum lööch uus fäner Zick
- Ohm Hen
- Op Malote
- Sillige Advents-Chreßdagszick
- Uns Dömche
- Unsen eeschten Kreßbaum
- Us Familije
- Vum Rievkooche Billa